# Сынрян
Сынрян, сынгран (баш. Һеңрән) — племя в составе катайской группы башкир.

## Родовой состав
Родовые подразделения:
- Аю;
- Кидрас;
- Сынрян.

## Этническая история
До XIII века сынрян жили на Бугульминско-Белебеевской возвышенности, где общались с древнебашкирскими племенами. В XIII—XIV вв. сынрянцы оказались под влиянием катайцев и сальютов и были вовлечены в движение на север и северо-восток.
В XVI—XVII вв. сынрянцы оказались в орбите политического влияния и власти сибирских татар. Вместе с башкирами-табынцами в начале XVII веке сынрянцы были главной опорой Кучумовичей в степях к западу от Тобола. После падения Сибирского ханства большая часть племени сынрян вместе с сибирскими татарами откочевала на восток, до Алтая, другая часть влилась в состав башкирского этноса. В XIX веке сынрянцы жили на землях сальютов и, стремясь получить вотчинные права на землю, стали называть себя сальютами.
По предположению Б. О. Долгих, племя сынрян могут быть «потомками старого угроязычного населения… лишь впоследствии тюркизированного», но допускает возможность «тюркоязычности» сынрянцев и терсяков и «по происхождению».
В списке П. И. Рычкова род «зирян» или «зирян юрты» числится на Казанской дороге. Также были зафиксированы в источниках другие, ещё более ошибочные русские транскрипции этнонима — «зырянцы», «зарянцы» или «сырянцы».
Согласно Кузееву Р. Г., первоначальной родиной предков сынрянцев были Бугульминско-Белебеевская возвышенность и юго-западное Приуралье, где вплоть до начала XX века оставались их соплеменники, сохранявшие древнее родо-племенное название. К примеру, наименование села Сынгряново происходит от этого этнонима.

## Территория расселения
Ныне на территории сынрянцев находятся Аргаяшский и Кунашакский районы Челябинской области.